# ورقة 20 جنيه إسترليني بنك كليديسدال
ورقة 20 جنيه إسترليني بنك كليديسدال والمعروفة أيضًا بشكل غير رسمي باسم Fiver هي عملة ورقية من الجنيه الإسترليني. هي ثالث أكبر فئة من الأوراق النقدية الصادرة عن بنك كليديسدال. على وجه ورقة البوليمر الحالية التي أصدرت أول مرة في عام 2020 صورة روبرت الأول ملك إسكتلندا وعلى الظهر صورة سانت كيلدا والجزر.

## التاريخ
بدأ بنك كليديسدال بإصدر ورقة 20 جنيه استرليني في عام 1838 وهو نفس العام الذي أسس فيه البنك. كانت الأوراق النقدية المبكرة أحادية اللون وتُطبع على جانب واحد فقط. نظم قانون الأوراق النقدية (اسكتلندا) لعام 1845 إصدار البنوك الاسكتلندية الأوراق النقدية حتى استبدل بقانون البنوك لعام 2009. الأوراق النقدية الاسكتلندية هي عملة قانونية مقبولة بشكل عام في جميع أنحاء المملكة المتحدة. وهي أصلية كما الأوراق النقدية التي يصدرها بنك إنجلترا. ورقة 20 جنيه استراليني هي حاليًا ثالث أكبر فئة من الأوراق النقدية الصادرة عن بنك كليديسدال.
طرحت ورقة 20 جنيه إسترليني الاسكتلندية الشهيرة التي ظهر عليها الملك الاسكتلندي روبرت الأول في عام 1971 جزء من سلسلة الاسكتلنديون المشهورون. على ظهر الورقة Monymusk Reliquary وقلعة ستيرلينغ ونصب والاس التذكاري وتمثال فروسية روبرت الأول. طرح إصدار تذكاري من ورقة 20 جنيه إسترليني النقدية في عام 1999 للاحتفال بأخذ لقب غلاسكو مدينة الهندسة المعمارية والتصميم في المملكة المتحدة لذلك العام، على وجه الورقة صورة ألكساندر تومسون وعلى الظهر منارة تشارلز ريني ماكينتوش وقبة هولموود هاوس. حدثت الورقة في عام 2005 بشعار البنك الجديد على الوجه وعلى الظهر صورة مبنى البورصة الجديد للبنك. وصدرت ورقة تذكارية أخرى في عام 2006 للاحتفال بالذكرى السبعمائة لتتويج روبرت الأول. تصميم الورقة هو تصميم سلسلة الاسكتلنديون المشهورون بالإضافة إلى شعار النبالة روبرت الأول على الوجه وعلى الظهر مقالة صغيرة بهذه الذكرى. طرحت ورقة 20 جنيه إسترليني من سلسلة التراث العالمي في عام 2009، على وجهها روبرت الأول وعلى الظهر المستوطنة الصناعية النموذجية في نيو لانارك.
أصدرت ورقة 20 بوليمر جديدة مكان الأوراق القطنية السابقة في 27 فبراير 2020.

## السلاسل
| الورقة                 | تاريخ الإصدار | اللون  | الحجم        | التصميم                               | معلومات إضافية                                     |
| ---------------------- | ------------- | ------ | ------------ | ------------------------------------- | -------------------------------------------------- |
| الاسكتلنديون المشهورون | 1971          | وردي   | 149 × 80 ملم | الوجه: روبرت الأول؛ الظهر: صور متنوعة |                                                    |
| التراث العالمي         | 2009          | وردي   | 149 × 80 ملم | الوجه: روبرت الأول؛ الظهر: نيو لانارك | Equestrian statue of Robert the Bruce, Bannockburn |
| البوليمر               | 2020          | بنفسجي | 139 × 73 ملم | الوجه: روبرت الأول؛ الظهر: سانت كيلدا | Statue of Robert the Bruce, Stirling Castle        |

المعلومات مأخوذة من موقع لجنة المصرفيين الاسكتلنديين.

## روابط خارجية
- The Coملمittee of Scottish Bankers website